# Archibald Quartier
Archibald Quartier est un naturaliste et homme politique suisse, né le 8 février 1913 à Boudry et mort le 1er mars 1996 à Neuchâtel.
Il revitalise le muséum d'histoire naturelle de Neuchâtel, qu'il dirige de 1960 à 1980. Il est l'auteur de plusieurs publications et ouvrages de vulgarisation en botanique et zoologie. Pionnier de l'écologie et investi dans la vie politique du canton de Neuchâtel, il est à l'origine de lois cantonales et fédérales précoces sur la protection de l'environnement.

## Biographie
Archibald Quartier naît à Boudry dans le canton de Neuchâtel le 8 février 1913, d'un père instituteur. Il est originaire des Brenets, dans le même canton. Il épouse en 1937 l'institutrice Florence Marie Béguin, fille d'un pasteur-missionnaire.
Il obtient en 1939 une licence en Sciences naturelles à l'université de Neuchâtel, dans laquelle il commence sa carrière professionnelle comme assistant en géologie.
À partir de 1943 et jusqu'en 1978, il exerce la fonction d'inspecteur cantonal de la chasse et de la pêche. Il étudie notamment dans ce cadre l'écosystème du lac.
Il devient en 1960 le conservateur du Muséum d'histoire naturelle de Neuchâtel, qu'il dirige jusqu'en 1980. Il dynamise l'établissement qui s'étiolait et dont les collections se dispersaient depuis 1918, relance l'engouement du public en y installant des dioramas présentant les mammifères et l’avifaune de Suisse, et obtient des autorités le déménagement du musée dans ses locaux actuels plus spacieux,.

## Parcours politique
Membre du Ralliement neuchâtelois, puis du Parti socialiste, il est élu à deux reprises conseiller général à Neuchâtel (1948-1964 et 1980-1988) sous l'étiquette socialiste. Il est également membre du Grand Conseil neuchâtelois (1981-1993),.
« Écologiste le plus respecté du canton », c'est à lui qu'on doit notamment les initiatives qui aboutiront au décret cantonal de 1966 sur la protection des sites naturels et à la loi fédérale sur la protection des eaux de 1971. Il contribue à la réintroduction du Bouquetin des Alpes dans les montagnes neuchâteloises en 1965 et participe à des lâchers secrets de Lynx boréal dans la réserve du Creux-du-Van en 1974,. C’est en revanche en vain qu’il milite dans les années 1970 pour le retour de l'Ours brun.

## Postérité
Athlétique et de grande stature, à l'accent local prononcé, Archibald Quartier est un personnage très connu du Neuchâtel de la seconde moitié du XXe siècle. Ses contemporains le décrivent comme un homme haut en couleur, à l'humour mordant, au parler franc, adepte des actions d'éclat, volontiers libre-penseur voire anarchiste.

## Pour aller plus loin
- Jean-Claude Mayor, 22 000 cocus et le lynx, la vie d'Archibald Quartier, Ketty & Alexandre, 15 septembre 1994
- Archibald Quartier raconte les premiers Neuchâtelois (documentaire, 1975), RTS
- Entretien avec Archibald Quartier (1977), RTS